# Villedieu-lès-Bailleul
Villedieu-lès-Bailleul település Franciaországban, Orne megyében. Lakosainak száma 207 fő (2022. január 1.). Villedieu-lès-Bailleul Coulonces, Bailleul, Tournai-sur-Dive és Gouffern en Auge községekkel határos.

## Népesség
A település népessége az elmúlt években az alábbi módon változott:
| Lakosok száma | 218  | 213  | 220  | 215  | 214  | 214  | 215  | 211  | 207  |
|               | 2013 | 2015 | 2016 | 2017 | 2018 | 2019 | 2020 | 2021 | 2022 |